# Kutalli
Kutalli è una frazione del comune di Ura Vajgurore in Albania (prefettura di Berat).
Fino alla riforma amministrativa del 2015 era comune autonomo, dopo la riforma è stato accorpato, insieme agli ex-comuni di Cukalat, Poshnjë e Ura Vajgurore a costituire la municipalità di Ura Vajgurore.

## Località
Il comune è formato dall'insieme delle seguenti località:
- Kutalli
- Sqepur
- Drenovice
- Samatice
- Pobrat
- Rerez Kumarak
- Protoduar
- Gorican Qëndër
- Gorican çlirim
- Malas Breg